# Ацетат гадолиния(III)
Ацетат гадолиния(III) — неорганическое соединение, 
соль гадолиния и уксусной кислоты с формулой Gd(CH3COO)3,
бесцветные кристаллы,
растворяется в воде,
образует кристаллогидрат.

## Физические свойства
Ацетат гадолиния(III) образует бесцветные кристаллы.
Растворяется в воде.
Образует кристаллогидрат состава Gd(CH3COO)3•4H2O.